# 벨라루스의 주
벨라루스는 6개 주로 구성되어 있다. 민스크는 민스크 주에 속해 있지만 독립적으로 특별시를 이루고 있다. 보블라스츠(벨라루스어: вобласць, 라친카: vobłaść)는 벨라루스에서 주를 말할 때 사용하는 이름이다. "레히욘"(рэгіён)은 군을 의미한다.

## 주 목록
| 번호 | 행정 구역     | 주도     | 벨라루스어           |  |
| 1    | 민스크 (수도) |          | Мiнск                |  |
| 2    | 브레스트주    | 브레스트 | Брэсцкая вобласць    |  |
| 3    | 호멜주        | 호멜     | Гомельская вобласць  |  |
| 4    | 흐로드나주    | 흐로드나 | Гродненская вобласць |  |
| 5    | 마힐료우주    | 마힐료우 | Магілёўская вобласць |  |
| 6    | 민스크주      | 민스크   | Мiнская вобласць     |  |
| 7    | 비쳅스크주    | 비쳅스크 | Вiцебская вобласць   |  |